# Педро Фернандес де Кастро (ум. 1343)
Педро Фернандес де Кастро (исп. Pedro Fernández de Castro; ок. 1290 — июнь 1342, Альхесирас), прозванный эль-де-ла-Герра («война») — могущественный галисийский дворянин и военный деятель из дома Кастро. Педро Фернандес де Кастро был сеньором Лемоса и Саррии и служил главным майордомом (дворецким) короля Альфонсо XI Кастильского (1336—1343), аделантадо де ла Фронтера (губернатором) Андалусии (1336—1343), Галисии и Мурсии (1336—1337) и пертигеро Сантьяго-де-Компостела (1329—1343).
Он был отцом Фернандо Руиса де Кастро (toda la lealtad de España), королевы Хуаны де Кастро (жены короля Педро Кастильского), скандальной Инес де Кастро (супруги короля Португалии Педру I) и Альваро Переса де Кастро.

## Происхождение семьи
Педро Фернандес де Кастро (el de la Guerra) был единственным сыном Фернандо Родригеса де Кастро и его жены Виоланты Санчес Кастильской, незаконнорожденной дочери Санчо IV, короля Кастилии и Леона. Он был внуком Эстебана Фернандеса де Кастро, сеньора де Лемос и Саррия, и его жены Альдонсы Родригес де Леон, внучки Альфонсо IX Леонского. По материнской линии он был внуком Санчо IV, короля Кастилии и Леона, и его любовницы Марии Альфонсо Телес де Менесес.

## Биография
Его отец, Фернандо Родригес де Кастро, был убит в битве в 1304 году, сражаясь против инфанта Филиппа Кастильского, сына Санчо IV Кастильского. После смерти отца Педро был отправлен матерью в Королевство Португалия, где он вырос и получил образование вместе с инфантом Педру, графом Барселушем, незаконнорожденным сыном короля Португалии Диниша. Примерно в 1319 году Педро Фернандес де Кастро вернулся в Галисию, и король Альфонсо XI Кастильский отдал ему свое родовое поместье Монфорте-де-Лемос и Саррия и назначил его главным майордомом (дворецким) королевством. В 1330 году Педро сопровождал короля Альфонсо о своем походе в Гранаду и возглавил атаку христиан в битве при Тебе.
В 1334 году португальский король Афонсу IV напал на королевство Кастилия, вторгшись через земли Галисии. Однако Педро Фернандес де Кастро отказался воевать против него из-за милостей, которые он получал в прошлом при португальском дворе. Кастильский монарх Альфонсо XI пожаловал ему графство Трастамара, которое король намеревался передать своему внебрачному сыну Энрике. Благодаря своим военным навыкам Альфонсо XI послал Педро Фернандеса сражаться с мусульманами в Андалусию, где он воевал в битве при Саладо в 1340 году, во время которой, согласно традиции, в качестве трофея захватил золотые шпоры маринидского султана Марокко Абу аль-Хасана Али ибн Османа.
Педро Фернандес де Кастро участвовал в осаде Альхесираса в 1342 году. В ходе осады началась эпидемия, которая уничтожила часть кастильского войска. Одной из жертв эпидемии и сам Педро, который умер в июне 1343 года. Его тело привезли в Галисии и похоронили, согласно завещанию, в Соборе Святого Иакова в Сантьяго-де-Компостела. В XIX веке, во время осмотра могилы Педро, исследовали нашли рядом с его останками несколько кусков шелка, брошь и золотые шпоры, предположительно принадлежащие султану Марокко Абу аль-Хасану Али ибн Осману, которые Педро Фернандес де Кастро захватил во время битвы при Саладо.

## Брак и потомство
Его первой женой была Беатриса Португальская, сеньора де Лемос, младшая дочь Афонсу Португальского, сеньора де Порталегре (1263—1312) и Виоланты Мануэль (1265—1314), внучки короля Фердинанда III Кастильского и Леонского. Детей от этого брака не было.
Его второй женой была Изабелла Понсе де Леон (? — 1367), дочь Педро Понсе де Леона, сеньора де Кангас и Тинео, и его жены Санчи Гил де Браганса. Их дети были:
- Фернандо Руис де Кастро[3] тода ла леальтад де Эспанья («вся верность Испании») (ок. 1338—1377), граф де Лемос, Саррия и Трастамара, главный знаменосец и майордом короля Кастилии Педро Жестокого
- Хуана де Кастро[3] (? — 21 августа 1374), 1-й муж — Диего Лопес де Аро[2], сеньор де Ордунья и Вальмаседа, сын Фернандо Диаса де Аро и Марии Португальской, а после смерти мужа вышла замуж за короля Кастилии Педро Жестокого[4] в 1354 году. Она похоронена в кафедральном соборе Сантьяго-де-Компостела.

От его любовницы Альдонсы Лоренсо де Вальядарес родились:
- Инес де Кастро[4][3] (1325 — 7 января 1355), любовница и посмертная жена короля Португалии Педру I. Она похоронена рядом с мужем в монастыре Алкобаса
- Альваро Пиреш де Кастро (ок. 1310 — 11 июня 1384), 1-й граф Аррайолуш, сеньор Кадаваль и Феррейра, 1-й коннетабль Португалии[5][3]. Был женат на Марии Понсе де Леон, дочери Педро Понсе де Леона, сеньора де Марчена.